# Sleeping Child Remix*2
『Sleeping Child Remix*2』（スリーピング・チャイルド・リミックス・ツー）は、BONNIE PINKの限定シングル・レコード盤。2000年7月12日発売。発売元はイーストウエスト・ジャパン、販売元はワーナーミュージック・ジャパン。規格コードはMQJN-8。

## 解説
- 限定3000枚の12インチ・カラーレコードとして、マキシシングル『Sleeping Child』と同時発売された。
- 『Sleeping Child』のリミックス・ヴァージョンのみ収録。
- オリジナル・ヴァージョンと別リミックス・ヴァージュンを収録した『Sleeping Child Remix*1』も同時販売された（MQJN-7）。

## 収録曲

### A面
1. Sleeping Child （〝the gyrations of virgin microbes"Mix） 
（作詞・作曲：Bonnie Pink、 リミックス：stereolab）
2. Sleeping Child （〝the gyrations of virgin microbes"Mix）（instrumental）
（作曲：Bonnie Pink、 リミックス：stereolab）

### B面
1. Sleeping Child （〝Bonnie in Paris"Mix） 
（作詞・作曲：Bonnie Pink、 リミックス：The High Llamas）
2. Sleeping Child （〝Bonnie in Paris"Mix）（instrumental） 
（作曲：Bonnie Pink、 リミックス：The High Llamas）

## 収録アルバム
- 『re*PINK BONNIE PINK REMIXES』（A-1.）
- アルバム未収録（A-2.、B-1.、B-2.）
- オリジナル・ヴァージョンは『Let go』、『Every Single Day -Complete BONNIE PINK（1995-2006）-』に収録。